# Storengy
 (avril 2018).
Si vous disposez d'ouvrages ou d'articles de référence ou si vous connaissez des sites web de qualité traitant du thème abordé ici, merci de compléter l'article en donnant les références utiles à sa vérifiabilité et en les liant à la section « Notes et références ».
Storengy est une entreprise, filiale d’Engie, créée en 2005 et spécialisée dans le stockage souterrain de gaz naturel.

## Activités
Storengy est présent en Europe (France, Allemagne et Royaume-Uni) et a progressivement étendu ses activités dans le monde. L’entreprise dispose de 21 sites de stockage de gaz naturel, totalisant une capacité de 12,2 milliards de m3 dont 14 en France :
- 9 stockages en aquifère ;
- 4 stockages en cavités salines dont un exploité pour compte de tiers ;
- 1 stockage en gisement déplété (gisement épuisé de gaz naturel ou de pétrole, reconverti en stockage souterrain). Il s'agit de réinjecter du gaz naturel dans une structure géologique qui a déjà emmagasiné des hydrocarbures pendant plusieurs millions d'années).

Storengy développe par ailleurs des projets géothermiques (production de chaleur et d’électricité) et des solutions de stockage d’énergies neutres en carbone.
Storengy annonce en novembre 2022 son intention d'investir pour accroître ses capacités de stockage de 5 à 6 TWh, soit 6 % de sa capacité actuelle, dont la moitié d'ici l'hiver 2023-2024. Elle compte accélérer sa transition énergétique, avec l'objectif d'accueillir dans ses stockages 100 % de gaz renouvelable en 2050, et stocker 1 TWh d'hydrogène d'ici à 2030 dans ses cavités salines en Europe, dont la moitié en France.